# NGTS-6
Désignations
NGTS 6 est une étoile de la constellation australe du Burin. Elle possède une planète de type Jupiter ultra-chaud.

## L'étoile
NGTS-6 est distante d'environ 311 pc (∼1 010 al) de la Terre.

## NGTS-6 b, planète de type Jupiter ultra-chaud
NGTS-6 b est une planète de type Jupiter ultra-chaud. Elle transite de façon rasante son étoile avec une période de 21,17 heures. Elle a une masse de 1,330+0,024
 −0,028 masse jovienne et un rayon de 1,271+0,197
 −0,188 rayon jovien. Il s'agit du premier Jupiter ultra-chaud détecté grâce au Next-Generation Transit Survey (NGTS).